# John E. Ferling
John E. Ferling (Charleston, Virgínia Ocidental, nascido em 1940) é professor emérito de história na University of West Georgia. Como um dos principais historiadores da Revolução Americana e da era fundadora, ele apareceu em documentários de televisão no PBS, no History Channel, no C-SPAN Book TV e no Learning Channel.

## Biografia
John Ferling nasceu em 1940 em Charleston, Virgínia Ocidental. Ferling cresceu em Texas City, Texas.  Ferling frequentou a Sam Houston State University, e mais tarde recebeu um mestrado em história da Baylor University. Ele obteve seu Ph.D. em história pela West Virginia University em 1971. John Ferling lecionou por 39 anos, principalmente na Universidade da Geórgia Ocidental. Ferling se aposentou do ensino para passar mais tempo escrevendo.

## Publicações
- The Ascent of George Washington: The Hidden Political Genius of an American Icon[3]
- Almost a Miracle: The American Victory in the War of Independence[4][5]
- The Loyalist Mind: Joseph Galloway and the American Revolution [6]
- A Wilderness of Miseries: War and Warriors in Early America [7]
- The First of Men: A Life of George Washington[8]
- Struggle for a Continent: The Wars of Early America [9]
- John Adams: A Life [10]
- Setting the World Ablaze: Washington, Adams, Jefferson, and the American Revolution [11]
- A Leap in the Dark: The Struggle to Create the American Republic [12]
- Adams vs. Jefferson: The Tumultuous Election of 1800 [13]
- Independence: The Struggle to Set America Free (published June 21, 2011)[14]
- Jefferson and Hamilton: "The Rivalry That Forged A Nation"*[15]
- Whirlwind: the American Revolution and the War that Won It. [S.l.]: Bloomsbury Press. 2015. ISBN 9781620401729
- Apostles of Revolution: Jefferson, Paine, Monroe, and the Struggle Against the Old Order in America and Europe. [S.l.: s.n.] 2018. ISBN 9781632862099
- Winning Independence: The Decisive Years of the Revolutionary War, 1778–1781. [S.l.: s.n.] 2021. ISBN 9781635572766